# حبيبة (كيمياء)

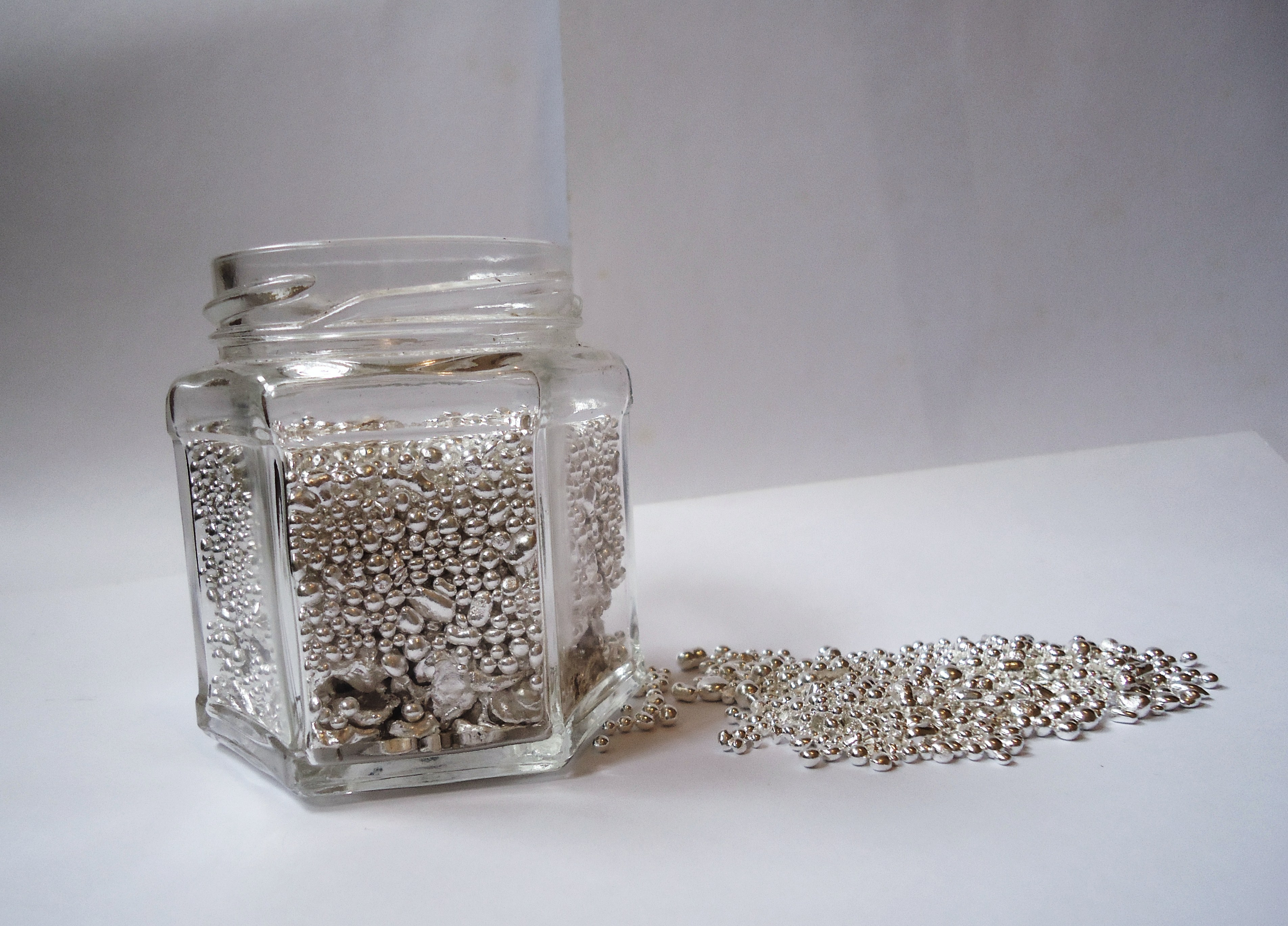
حبيْبات من الفضة.

الحبيبات عبارة عن كتلة صغيرة أو كرة من مادة، غالبًا ما تكون كرة جافة، تتكون من مائع ذائب. التحبيب في التعدين والتصنيع هو مصطلح يُستخدم للإشارة إلى عملية تحويل منتج من حالة السائل الي شكل حبيبات. تعتبر الحبيبات شكلًا أكثر إتقانًا وبساطة في التعامل مع تقليل الغبار المتناثر في الجو.
يحب ان تكون المادة المراد تحبيبها في حالة صلبة في درجة حرارة الغرفة وفي حال مائع منخفض اللزوجة عند اذابتها.
تُشكل الحبيبات عن طريق تعريض المادة المذابة للتجمد في الهواء بعد تقطيرها من اعلي برج التحبيب الطويل.
يوجد عدد من المواد التي توفر في شكل حبيبات من المواد الكيميائية الزراعية مثل اليوريا. عادة ما تُصنع الأسمدة ( نترات الأمونيوم، واليوريا، وسماد NPK ) وبعض مساحيق المنظفات على شكل حبيبات.
من الممكن أيضا أنت يتم تكسير الحبيبات لتكون حجم اصغر وتُضاف في مواد التجميل والأغذية والأعلاف الحيوانية.